# Sap (album)
Pour les articles homonymes, voir Sap.
Albums de Alice in Chains
Facelift
(1990) Dirt
(1992)
Singles
1. Got Me Wrong
Sortie : 1994

Sap est un EP du groupe de rock américain Alice in Chains sorti en février 1992 chez Columbia Records.
Contrairement au EP We Die Young ainsi qu'au précédent album Facelift, Sap est un album composé de chansons avec des instruments acoustiques alors que la guitare électrique n'apparaît qu'en instrument secondaire.
Les enregistrements ont été effectués en moins d'une semaine en novembre 1991, au London Bridge Studio de Seattle. La production a été assurée par Dave Jerden et Rick Parashar et des invités tels que la chanteuse de Heart Ann Wilson, le chanteur de Soundgarden Chris Cornell ainsi que celui de Mudhoney Mark Arm. Les chansons ont été écrites majoritairement par le guitariste du groupe Jerry Cantrell et se réfère à des relations interpersonnelles sur un ton mélancolique par exemple les chansons Brother et Got Me Wrong. La seule chanson écrite par Layne Staley est Am I Inside, ayant comme thème la dépression et la solitude.
L'album est sorti sous forme de CD et contient quatre chansons ainsi qu'une cachée, Love Song.
Le 18 janvier 1994, Sap est certifié disque d'or décerné par la Recording Industry Association of America.

## Liste des titres
1. Brother - 4:27 (Jerry Cantrell)
2. Got Me Wrong - 4:12  (J. Cantrell)
3. Right Turn - 3:17 (J. Cantrell)
4. Am I Inside - 5:09 (J. Cantrell / Layne Staley)
5. Love Song - 3:44 (Non listé sur la pochette) (Sean Kinney)

## Composition du groupe pour l'enregistrement
- Jerry Cantrell : guitare, chant, chœurs.
- Layne Staley : chant.
- Sean Kinney : batterie, percussions.
- Mike Starr : guitare basse.

## Invités spéciaux
- Chris Cornell - chant sur "Right Turn"
- Mark Arm - chant sur "Right Turn"
- Ann Wilson - chant sur "Brother", "Am I Inside" et "Love Song"